# Neolophonotus pinheyi
Neolophonotus pinheyi är en tvåvingeart som beskrevs av Jason Gilbert Hayden Londt 1986. Neolophonotus pinheyi ingår i släktet Neolophonotus och familjen rovflugor.
Artens utbredningsområde är Zimbabwe. Inga underarter finns listade i Catalogue of Life.